# Alexander Ahl-Holmström
 Alexander Ahl-Holmström (4 april 1999) is een Zweeds voetballer. De aanvaller speelt voor AFC Eskilstuna, dat uitkomt in de Zweedse Superettan.

## Carrière
Ahl-Holmström werd in januari 2017 door Kalmar FF opgepikt bij FC Gute. De aanvaller maakt indruk in het Onder 19-elftal van de club, waar hij aan de lopende band scoorde. Ahl-Holmström werd beloond voor zijn goede prestaties en maakte op 27 september 2018 zijn debuut in de hoofdmacht van Kalmar FF. In de met 1-2 verloren wedstrijd tegen BK Häcken mocht de aanvaller de laatste zeven minuten invallen, als vervanger van Papa Diouf. Na afloop van het seizoen 2018 tekende Ahl-Holmström een nieuw contract dat hem tot 2020 aan Kalmar FF verbond.
Tijdens het seizoen 2019 werd Ahl-Holmström verhuurd aan Oskarshamns AIK. Die club heeft een samenwerkingsverband met Kalmar FF. Afgesproken is dat Ahl-Holmström tijdens de verhuurperiode voor beide clubs uit mag komen.
Op dinsdag 26 januari 2021 werd bekend dat Ahl-Holmström zijn carrière vervolgt bij AFC Eskilstuna.

## Clubstatistieken
| Seizoen     | Club                   | Competitie  | Competitie | Competitie | Beker | Beker | Internationaal | Internationaal | Overig | Overig | Totaal | Totaal |
| Seizoen     | Club                   | Competitie  | Wed.       | Dlp.       | Wed.  | Dlp.  | Wed.           | Dlp.           | Wed.   | Dlp.   | Wed.   | Dlp.   |
| ----------- | ---------------------- | ----------- | ---------- | ---------- | ----- | ----- | -------------- | -------------- | ------ | ------ | ------ | ------ |
| 2018        | Kalmar FF              | Allsvenskan | 2          | 0          | 0     | 0     | 0              | 0              | 0      | 0      | 2      | 0      |
| 2019        | Kalmar FF              | Allsvenskan | 11         | 0          | 0     | 0     | 0              | 0              | 0      | 0      | 11     | 0      |
| Club totaal | Club totaal            | Club totaal | 13         | 0          | 0     | 0     | 0              | 0              | 0      | 0      | 13     | 0      |
| 2019        | Oskarshamns AIK (huur) | Division 1  | 5          | 1          | 0     | 0     | 0              | 0              | 0      | 0      | 5      | 1      |
| Club totaal | Club totaal            | Club totaal | 5          | 1          | 0     | 0     | 0              | 0              | 0      | 0      | 5      | 1      |
| 2020        | Kalmar FF              | Allsvenskan | 12         | 1          | 0     | 0     | 0              | 0              | 0      | 0      | 12     | 1      |
| Club totaal | Club totaal            | Club totaal | 12         | 1          | 0     | 0     | 0              | 0              | 0      | 0      | 11     | 1      |
| 2021        | AFC Eskilstuna         | Superettan  | 28         | 9          | 0     | 0     | 0              | 0              | 0      | 0      | 28     | 9      |
| Club totaal | Club totaal            | Club totaal | 28         | 9          | 0     | 0     | 0              | 0              | 0      | 0      | 0      | 0      |
| Totaal      |                        |             | 58         | 11         | 0     | 0     | 0              | 0              | 0      | 0      | 58     | 11     |

Bijgewerkt tot en met 8 december 2021